# Radicipes aureus
Radicipes aureus is een zachte koraalsoort uit de familie Chrysogorgiidae. De koraalsoort komt uit het geslacht Radicipes. Radicipes aureus werd in 1919 voor het eerst wetenschappelijk beschreven door Kükenthal.